# Йовович, Благое
Благое (Благо) Йовович (серб. Благоје (Благо) Јововић; 1922, Косич — 2 июня 1999, Росарио) – югославский четник, в годы Второй мировой войны воевавший сначала в рядах партизан, а затем в Югославских войсках на Родине. Известен тем, что совершил покушение на лидера усташей Анте Павелича 10 апреля 1957 в Ломас-дель-Паломар.

## Биография
Родился в 1922 году в Косиче. Отец — Йово Йовович из рода Белопавловичей. Мать — Радуша Йовович, в девичестве Делибашич. В семье также был старший брат Яков.
Благое рано заступил на военную службу в Струмицу, на югославско-греческой границе. В начале войны одним из первых без распоряжения командиров пошёл против немцев, за храбрость награждён медалью. После капитуляции Югославии вернулся в родное село. В июле 1941 года примкнул к партизанскому движению под руководством Иосипа Броз Тито, возглавив Косичский партизанский отряд, и участвовал с ним в битве за Плевлю.
С партизанами Благое рассорился, когда его командир Иван Милутинович приказал напасть на отряд Байо Станишича: он заявил, что не будет участвовать в братоубийственной войне. Возмущённый Благое сбежал к четникам и стал служить под командованием того же Станишича. В 1942 году четники заняли Черногорию, а в 1943 году Благое был принят в Белопавличскую военно-четницкую бригаду, которой командовал капитан флота ВМС Королевства Югославии, его брат Иаков Йовович. В марте и апреле 1943 года его отряд воевал в Герцеговине против партизан Тито.
В сентябре 1944 года Благое прибыл в составе делегации в Италию на переговоры с англичанами: руководил миссией Душан Влахович, заместителем был Иаков Йовович. По итогам переговоров англичане разорвали отношения с четниками, и Благое пустился в бега. В той же Италии он встретился с сыном Уинстона Черчилля Рэндолфом и был завербован в разведку. По наводкам от еврейских беженцев Благое выяснил, что Анте Павелич скрывается в Италии с фальшивыми документами, а его защищает Римско-католическая церковь. С этого момента Йовович дал обещание себе найти и уничтожить Павелича.
В сентябре 1947 года он уехал в Аргентину, где занимался разной деятельностью: от работы в каменоломне до службы на корабле. Стал меценатом, организовал благотворительное общество имени святого Саввы, а также содружество четников имени Драже Михаиловича.
В 1957 году Павелич выдал себя, и Благое тут же стал готовиться к покушению. План покушения разработал Яков, а напарником Благое стал Мило Кривокапич. 9 апреля 1957 Йовович и Кривокапич прокрались в Ломас-дель-Паломар, где Павелич жил с женой и дочерью. В тот день усташи отмечали создание Независимого государства Хорватия. Благое и Мило решили подождать до следующего дня, поскольку поймать Павелича не удалось. Вечером 10 апреля в 21:00 Павелич вышел из омнибуса, а в ста метрах от дома затаились Йовович и Кривокапич. Оба открыли огонь. Павелич был дважды ранен в руку и упал на землю. На выстрелы сбежались телохранители, но оба заговорщика сбежали.
В газетах Павелич утверждал, что его пытались убить вовсе не агенты югославских спецслужб. Спустя два года от последствий ранений и диабета 28 декабря 1959 Павелич был госпитализирован в Мадриде, но умер до операции. Споры о том, что его сгубили именно полученные в Аргентине ранения, до сих пор не прекращаются.
В 1999 году Йовович впервые посетил свою родину с момента эмиграции и прибыл в монастырь Острог, поговорив с митрополитом Амфилохием Радовичем. Тогда же Йовович и сказал, что это он причастен к покушению на Павелича и его кончине. Чуть позже Благое посетил свою родную деревню. 2 июня 1999 Благое Йовович скончался в Росарио (Аргентина), спустя всего несколько месяцев после своего визита на родину.